# گول‌مرمره
گول‌مرمره (به ترکی استانبولی: Gölmarmara) شهری است در کشور ترکیه که در استان مانیسا واقع شده‌است. جمعیت این شهر بر اساس سرشماری سال ۲۰۰۸ میلادی ۹٬۸۵۷ نفر و بر اساس برآوردهای سال ۲۰۰۹ میلادی ۹٬۷۷۶ نفر می‌باشد.